# ジャン＝ピエール・オーモン
ジャン・ピエール・オーモン（Jean-Pierre Aumont、本名：Jean-Pierre Salomons、1911年1月5日 - 2001年1月29日）は、フランスの男優。パリ出身。

## 来歴
父親はデパートチェーンの経営者。両親共にユダヤ系で、叔父に俳優がいた。16歳からフランス国立高等演劇学校（コンセルヴァトワール）に学び、21歳の時にプロとして初舞台を踏む。卒業後はルイ・ジューヴェの門に入り、ノエル・カワード作『生活の設計』やその他の舞台に出演する。
1931年に映画デビュー後、『白き處女地』（1934年）、『海のつはもの』（1936年）等の作品に出演して若い2枚目として人気を博したが、1940年にドイツ軍のパリ占領を逃れて渡米する。
アメリカで舞台に出演し、サンフランシスコでの上演中、メトロ・ゴールドウィン・メイヤー首脳部から声がかかり、アメリカでの映画出演第一作『ブリタニーの任務』（1943年）に出演する。同年、『ロレーンの反撃』を撮り終え、フランス軍に参職する。
ティナ・オーモンは、2番目の妻であり「テクニカラーの女王」と呼ばれたドミニカ共和国出身の女優マリア・モンテスとの間の実娘。
1973年にはギリシャの首都アテネで開催された第22回ミス・ユニバース世界大会で、ファッションデザイナーの森英恵と共に審査員を務めた。

## 主な出演作品
- 『巷の子』- Dans les rues (1933年)
- 『乙女の湖』- Lac aux dames (1934年)
- 『白き處女地』- Maria Chapdelaine (1934年)
- 『みどりの園』- Les Beaux jours (1935年)
- 『黒い瞳』- Les Yeux noirs (1935年)
- 『最後の戦闘機』- L'Équipage (1935年)
- 『海のつはもの』- La Porte du large (1936年)
- 『北ホテル』- Hôtel du Nord (1938年)
- 『忘却の沙漠へ』- S.O.S. Sahara (1939年)
- 『ローレンの反撃』- The Cross of Lorraine (1943年)
- 『マルセイユの一夜』 - Hans le marin  (1949年)
- 『リリー』 - Lili (1953年)
- 『ナポレオン』 - Napoléon (1955年)
- 『水色の夜会服』 - Mademoiselle de Paris (1955年)
- 『真夜中へ5哩』 - Five Miles to Midnight (1961年)
- 『四時の悪魔』 - The Devil at 4 O'Clock (1962年)
- 『トヴァリッチ(en:Tovarich (musical))』 - Tovarich (1963年)　-  ミュージカル。ヴィヴィアン・リー主演
- 『アメリカの夜』 - La Nuit américaine (1973年)　-　キネマ旬報ベストテン第3位
- 『ハッピーフッカー/陽気な娼婦』 - The Happy Hooker (1975年)
- 『コレット・水瓶座の女 - Becoming Colette (1991年)
- 『ジェファソン・イン・パリ/若き大統領の恋』 - Jefferson in Paris (1995年)